# Национална библиотека „Св. св. Кирил и Методий“
Вижте пояснителната страница за други значения на Св. св. Кирил и Методий.
Националната библиотека „Св. св. Кирил и Методий“ (позната също като Народната библиотека) в София е най-старият културен институт на следосвобожденска България и най-голямата обществена библиотека в страната.
Библиотеката е разположена в центъра на столицата, до централната сграда на Софийския университет „Свети Климент Охридски“.
Депозитна е за всички документи, публикувани в България. Притежава монографии, периодични издания и други документи на различни езици, публикувани в страни от цял свят. Библиотечният фонд наброява над 8 500 000 библиотечни единици. Библиотеката издава списание „Библиотека“, специализирано за библиотечна теория и практика.

## История
По идея на софийския учител Михаил К. Буботинов на 10 декември (28 ноември стар стил) 1878 г. е създадена комисия с председател Марин Дринов, която да създаде българска национална библиотека. Тя е основана на 17 юни 1879 г. като държавно учреждение с името Българска народна библиотека. През 1900 г. за библиотеката е закупена сграда на улица „Георги Раковски“ 131. През 1924 г. към нея е добавен създаденият през 1904 г. Архив на Българското възраждане.
През 1939 г. започва строителството на нова сграда за Народната библиотека на мястото на Царския манеж. По време на бомбардировките на София през 1944 г. тези 2 сгради са разрушени. Новата сграда е проектирана от архитектите Иван Васильов и Димитър Цолов. Фасадата е дело на скулптора Михайло Парашчук. Построена е със сключен през 1946 г. целеви държавен заем и е открита на 16 декември 1953 г.
Преименувания
През 1963 г. Народната библиотека „Васил Коларов“ се преименува в Народна библиотека „Кирил и Методий“. След 10 ноември 1989 г. към името е добавено „св. св.“, посочвайки, че братята Кирил и Методий са обявени за светци.
На 11 август 1994 г. е обявена за културен институт с национално значение. През 1999 излиза Законът за закрила на културата, по смисъла на който Библиотеката е институт с национално значение.
С § 5 от преходните и заключителни разпоредби на Закона за обществените библиотеки, в сила от 6 юли 2009 г., Народната библиотека „Св. св. Кирил и Методий“ е преименувана в Национална библиотека „Св. св. Кирил и Методий“. В мотивите към законопроекта, внесен от Министерския съвет, не са посочени причини за смяна на името.
Директори

## Колекции
- Славяноезични и чуждоезични ръкописи
- Български исторически архив – съхранява документи за революционно движение, борбата за национално освобождение и други.
- Колекции на Ориенталския отдел. Библиотеката притежава третия по големина архив на документи от Османската империя[2]
- Старопечатни, редки и ценни книги – вкл. „Кириакодромион, сиреч Неделник“ на Софроний Врачански (1806 г.), „Рибен буквар“ от д-р Петър Берон (1824 г.), „Българска граматика“ от Неофит Рилски (1835 г.) и много други.
- Справочни издания

Библиотеката притежава богата колекция от енциклопедии, речници и справочници на различни езици и в различни области на знанието, както и национални, регионални и отраслови библиографии.

## Услуги
- ползване на библиотечни материали на библиотеката
- компютри, интернет, безжичен интернет
- справочно-библиографски и информационни услуги
- междубиблиотечно заемане
- ксерокопиране и фотокопиране